# Toshio Shimakawa
Toshio Shimakawa (島川 俊郎?, Shimakawa Toshio; Ichikawa, 28 maggio 1990) è un calciatore giapponese, centrocampista del Taichung Futuro.

## Palmarès

### Club

#### Competizioni nazionali
- J2 League: 1

Vegalta Sendai: 2009